# Поликлит (военачальник)
Поликлит (др.-греч. Πολύκλειτος) — военачальник Птолемея I Сотера. Во время Третьей войны диадохов около 314 года до н. э. одержал двойную победу над войском и флотом Антигона Одноглазого под командованием Перилая и Феодота.

## Биография
Диодор Сицилийский упомянул Поликлита при описании событий Третьей войны диадохов. В 315 или 314 году до н. э. Поликлит возглавил флот Птолемея из ста кораблей, с которыми он отплыл на Кипр. Там между военачальниками Птолемея Менелаем, Мирмидоном, Поликлитом и Селевком состоялся военный совет относительно дальнейшей стратегии ведения войны. Поликлиту было предписано плыть на Пелопоннес, чтобы вести войну против Аристодема, Полиперхона и его сына Александра.
Поликлит достиг восточной гавани Коринфа Кенхрей, где узнал, что Александр, сын Полиперхона, перешёл на сторону союзника Птолемея Кассандра. После этого он счёл свою задачу выполненной и отплыл в Памфилию. Оттуда он последовал в Киликию, где, в районе Афродизиаса, устроил засаду в которую попало войско Перилая. Сам военачальник попал в плен. На помощь Перилаю попытался прийти флот Феодота. Поликлит, в свою очередь, вывел спрятанные за скалистым мысом корабли, чем обескуражил противника. В результате корабли Феодота были захвачены, а сам военачальник ранен и вскоре умер. После этой двойной победы Поликлит через Кипр достиг Пелусия. Птолемей «похвалил его [Поликлита], одарил его большими подарками, и так высоко продвинул по службе, как будто тот был творцом важнейшей победы».
Согласно данным эпиграфики, Поликлит подарил в один из делоских храмов золотой венок.